# Сегозеро
Сегозеро (рус. Сегозеро) је језеро у Русији. Налази се на територији Карелије. Површина језера износи 815 km².